# H7
H7 es uno de los sectores que conforman la ciudad de Cabimas en el estado Zulia (Venezuela), pertenece a la parroquia Parroquia San Benito.

## Etimología
H7 es una coordenada usada por las petroleras para ubicar sus pozos e instalaciones.

## Ubicación
Se encuentra entre los sectores Villa Feliz al oeste, una sabana al norte y sur, y el patio de Tanques H7 al este.

## Zona Residencial
H7 no es oficialmente un sector, es como llaman los habitantes de Cabimas a las casas y haciendas ubicadas en ese lugar, el decreto 263 declara la zona de interés petrolero como inhabitable, por lo que ningún organismo tiene permiso para construir desarrollos habitacionales en el lugar, sin embargo actualmente la alcaldía de Cabimas se encuentra solicitando la anulación de dicho decreto para ampliar la poligonal urbana del municipio y bajar la densidad de población de otras parroquias. A pesar de todo lo expuesto, las casas existen.

## Vialidad y Transporte
La única vía es la carretera H, y veredas de tierra que constituyen las calles.
La línea H5 pasa por el sector, en la carretera H.

## Sitios de Referencia
- Patio de Tanques H7
- Distribuidor H7